# Beeldentuin op het Emmaplein, Groep A'dam

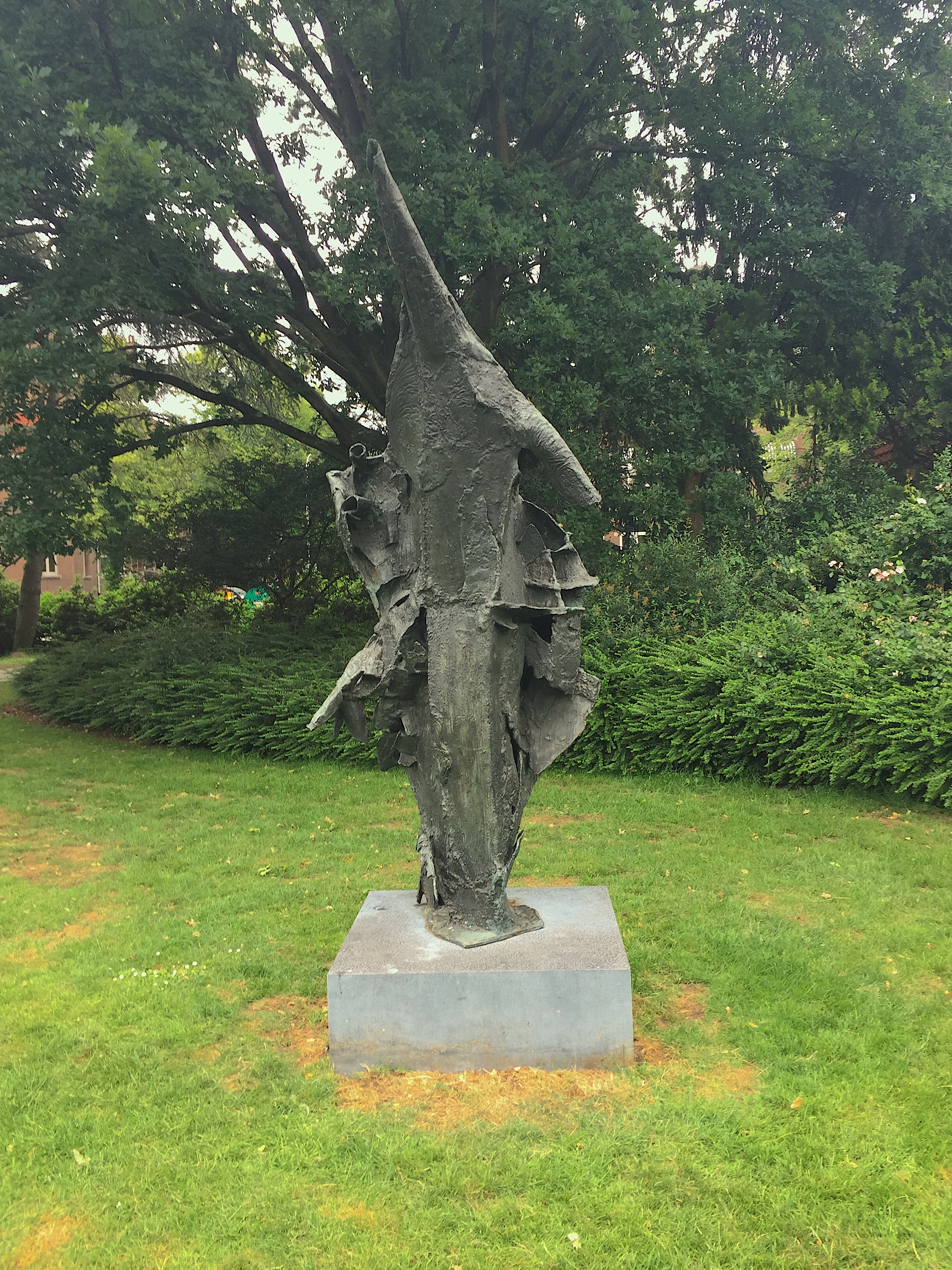
1. Wessel Couzijn. Afrika Ontwaakt 1961

De beeldentuin op het Emmaplein in Amsterdam is een verzameling beelden rond het beeldhouwerscollectief Groep A’dam (1959-1960).
De vijf beeldhouwers waaruit deze groep bestond, behoren tot de vernieuwers van de naoorlogse Nederlandse beeldhouwkunst. De vijf leden, Wessel Couzijn, Carel Kneulman, Ben Guntenaar, Hans Verhulst en Shinkichi Tajiri deelden het verlangen naar meer artistieke vrijheid in de beeldhouwkunst, passend bij de moderne wereld. Ze kozen de naam Groep A’dam als verwijzing naar de eerste mens Adam en naar hun woonplaats Amsterdam.
Groep A’dam experimenteerde met vormen, materialen en technieken als zelfontwikkelde gietmethodes. Spontaniteit, intuïtie en vrijheid waren wezenskenmerken van deze kunstenaars. Zij hanteerden een radicaal modernisme met een internationaal karakter. De Nederlandse beeldhouwkunst kreeg na de Tweede Wereldoorlog deze nieuwe impuls, toen onder meer vanuit de Verenigde Staten, Wessel Couzijn met zijn vrouw Pearl Perlmuter en later Shinkichi Tajiri zich in Amsterdam vestigden.

## Beelden
1. Van Wessel Couzijn staat het abstracte beeld Afrika Ontwaakt (1961) op het Emmaplein. Dit puntig omhoog gerichte, in de ruimte grijpend figuur straalt dynamiek uit. Het verbeeldt de bewustwording van Afrika. Het beeld is in 1962 als afscheidscadeau aan de directeur van het Stedelijk Museum, Willem Sandberg gegeven. Jarenlang stond het in de tuin van het Stedelijk Museum tot de herinrichting van het Museumplein (1997). Sinds 2016 staat het op het Emmaplein.
2. Zonnehoofd (1962) is een beeld van Carel Kneulman.' Bij de opkomende zon komt dit raadselachtige beeld het beste tot zijn recht: is het een groet aan de zon die de energie naar de aarde brengt? In het beeld zijn vreemde tekens en symbolen gekrast. Spiralen staan voor de groei en het leven in de prehistorische Keltische cultuur. Kneulman was poëtisch en werkte intuïtief en surrealistisch, het verstand uitschakelend.
Voordat het beeld in 2019 op het Emmaplein werd geplaatst, stond het eerst bij een –inmiddels afgebroken- school in Hoogvliet Rotterdam en daarna op het Kleinpolderplein.
3. Het stenen beeld Leda en de Zwaan (1955) van Ben Guntenaar verbeeldt een Griekse mythe. De knappe Leda wil niets weten van de verliefde oppergod Zeus maar, als hij zich omtovert in een zwaan, is ze door zijn schoonheid verblind en laat ze zich verleiden. Guntenaar symboliseert met deze twee in elkaar gevlochten wezens, de aantrekkingskracht en het afstoten.
Het beeld heeft veertig jaar in beeldentuin van het Gemeenschappelijk Administratie Kantoor (GAK) bij het Bos en Lommerplein gestaan. Stadgenoot als nieuwe eigenaar van het GAK-gebouw, heeft het beeld in bruikleen gegeven aan het Emmaplein.
Om de beeldentuin Groep A’dam compleet te maken, zijn er in de zomer van 2021 nog twee beelden geplaatst: ‘Drie Gestalten’ van Hans Verhulst en ‘Fetish’ van Shinkichi Tajiri.
4. De Drie Gestalten is in 1966 door Hans Verhulst gemaakt.
De abstracte beelden op zijn solotentoonstelling (1962) in het Stedelijk Museum Amsterdam hebben titels, zoals ‘In het gareel’, die associaties oproepen waarin de strijd met zichzelf, met zijn emoties en zijn omgeving doorspelen.
Dit beeld dat op het laatste moment uit een sloopcontainer is gered, is door zijn zoon Uko Verhulst aan het Emmaplein geschonken.
5. Het beeld Fetish (1960) is van Shinkichi Tajiri. Fetish betekent niet alleen een geliefd voorwerp met seksuele betekenis maar het staat ook voor de verering van iets bovennatuurlijks. De toen in Amsterdam wonende van oorsprong Japans-Amerikaanse kunstenaar, hechte veel waarde aan het onderbewuste. Zijn beelden ontstonden als het ware automatisch als het verstand was uitgeschakeld. Als een internationaal bekende kunstenaar is zijn werk in veel belangrijke kunstcollecties en musea opgenomen.
6. Image of Verschijning (1963) van de vrouwelijke kunstenaar Pearl Perlmuter is het eerste beeld dat op het Emmaplein werd geplaatst. Perlmuter maakte geen deel uit van Groep A’dam maar als Joodse geëmancipeerde echtgenote van Wessel Couzijn werd zij beschouwd als de belangrijke inspirator voor Groep A’dam. De beelden van deze van oorsprong Amerikaanse kunstenaar die Expressionistisch en abstract werkte, ontstonden spontaan, experimenterend met vormen en materialen.
Lang sierde ‘Verschijning’ het Museumplein tot het moest wijken voor de herinrichting van het plein in 1997. De nieuwe locatie op het Emmaplein is door haar vrienden, de familie Borkent gevonden. De beeldentuin Groep A’dam is een initiatief van de Vereniging Wonen Willemspark en gerealiseerd door Stadsdeel Zuid.

Fotogalerij

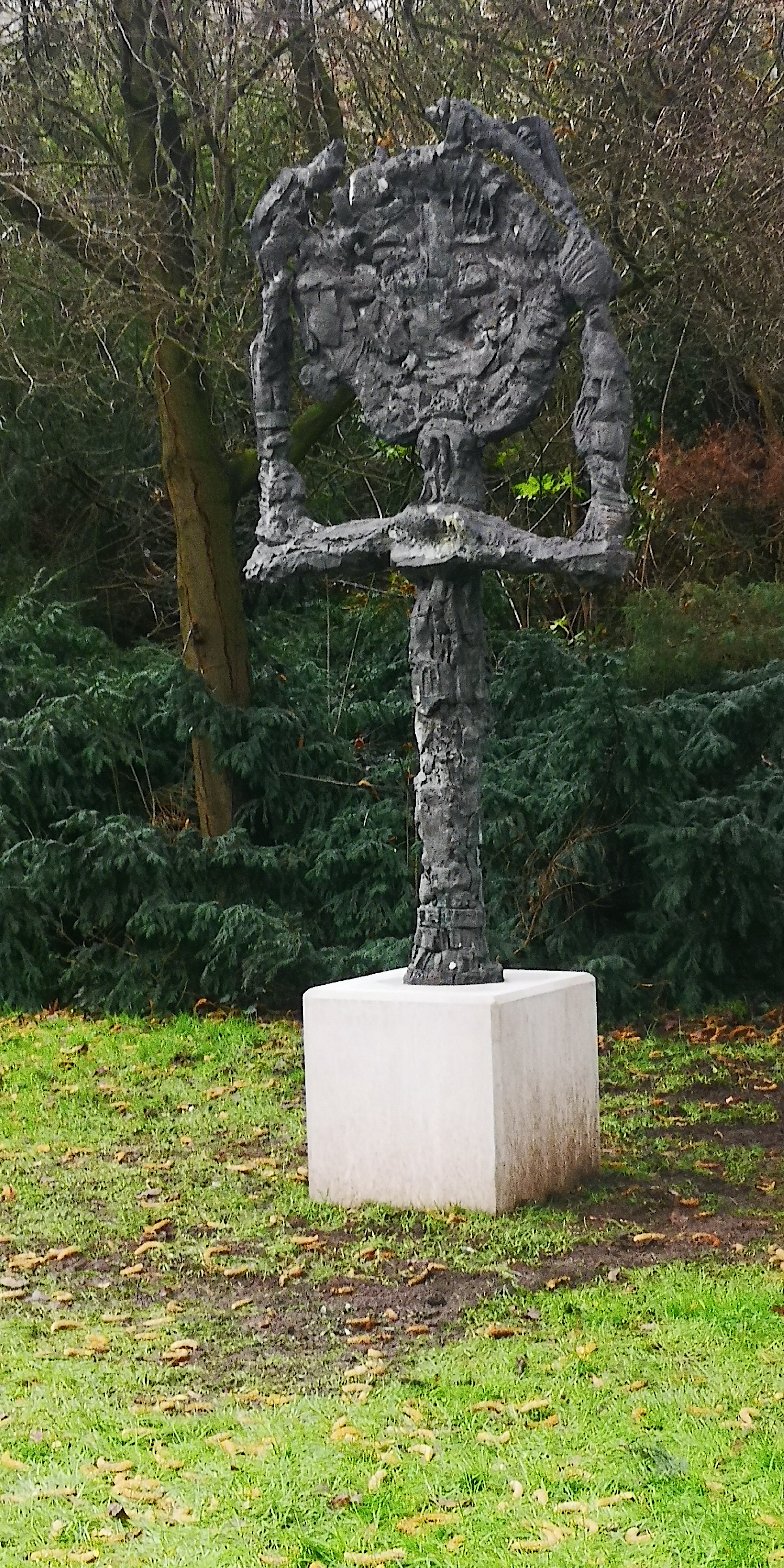
2. Carel Kneulman. Zonnehoofd 1962
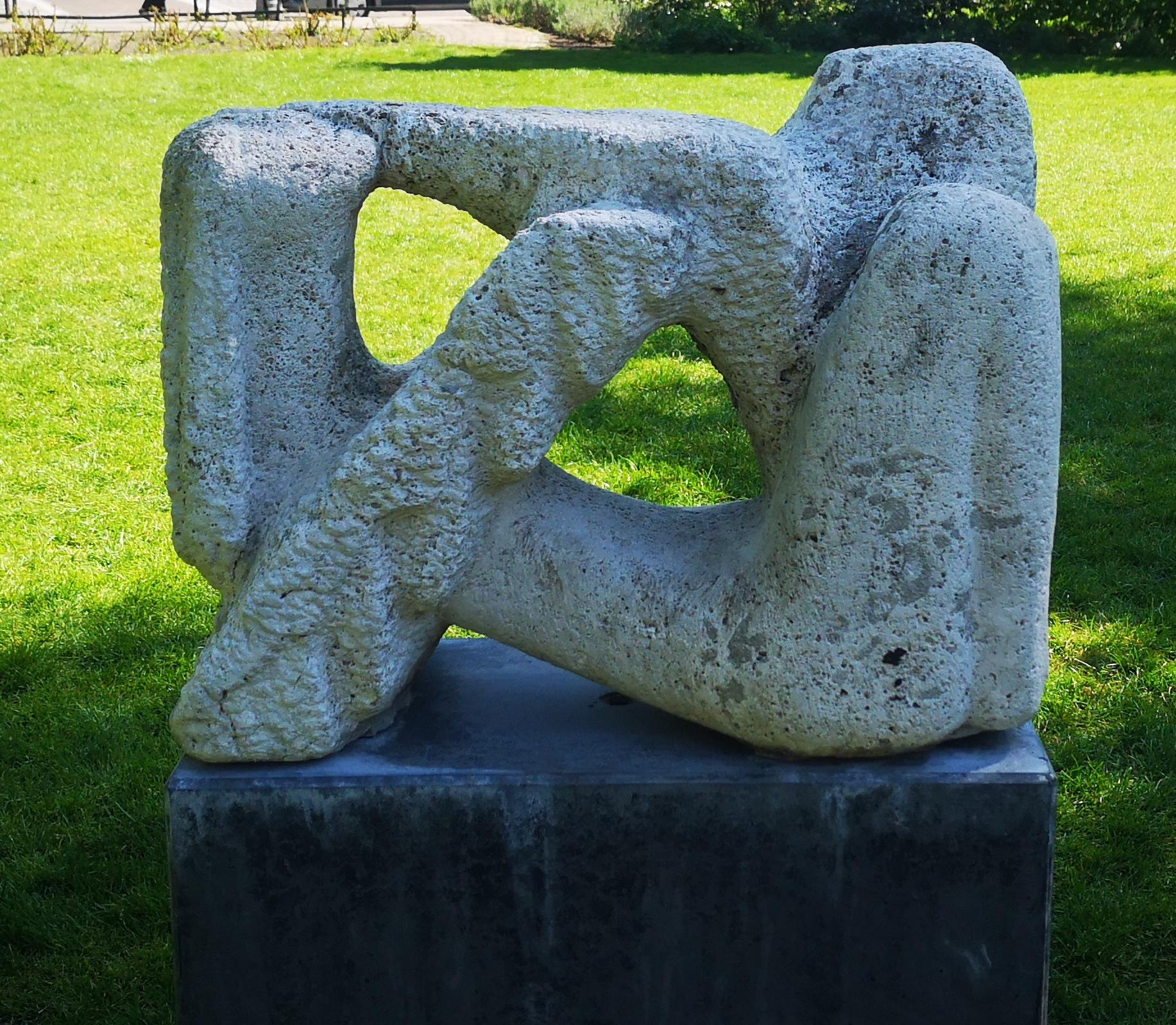
3. Ben Guntenaar. Leda en de zwaan 1955
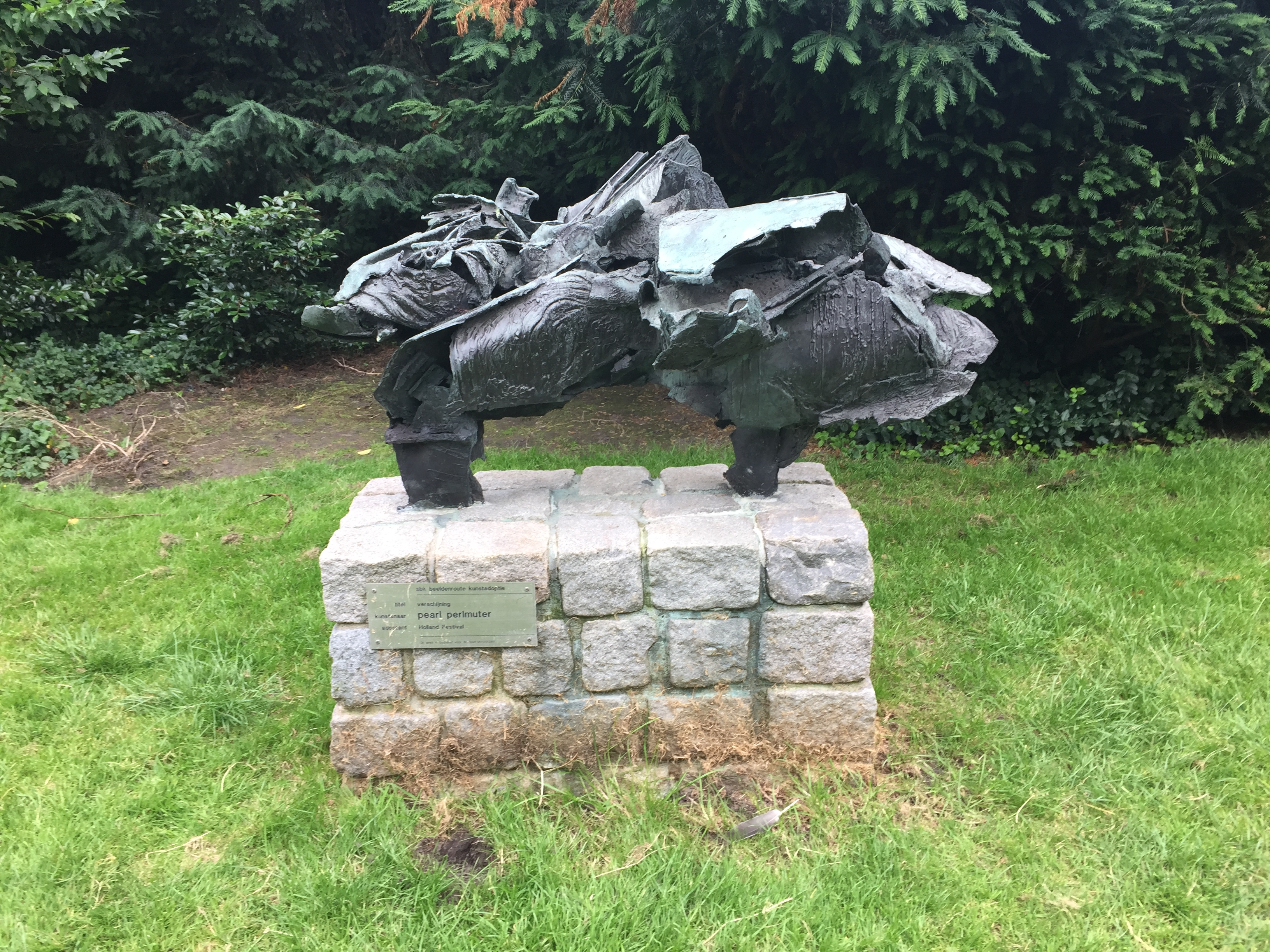
6. Pearl Perlmuter. Verschijning 1963